# Antoine de Maximy
Pour les articles homonymes, voir Maximy.
Antoine de Maximy est un animateur de télévision, réalisateur, journaliste et correspondant de guerre français, né le 21 mai 1959 à Lyon.
D'abord réalisateur de documentaires sur des expéditions scientifiques ou animalières, il acquiert une notoriété nationale avec son émission J'irai dormir chez vous, dans laquelle il voyage seul autour du monde, filmant ses rencontres. Après un premier passage au cinéma avec J'irai dormir à Hollywood (2008), sur son périple américain, il aborde la fiction avec J'irai mourir dans les Carpates (2020).

## Biographie

### Jeunesse et famille
Antoine de Maximy descend d'une famille noble du Dauphiné qui a retrouvé sa noblesse déchue par « lettres de relief » de décembre 1654.
Issu d'une famille assez bohème, avec deux parents artistes peintres, son père Jean de Maximy (1931-2014) et sa mère Elisabeth (dite Lisette) Combe (famille royale) née en 1933, soixante-huitards vivant à Lyon puis à Paris, Antoine de Maximy est l'aîné de quatre enfants. Sa sœur Odile est artiste sculptrice, comme le mari de celle-ci, Jean-Pierre Blanc.
Lors de son parcours scolaire, il redouble sa troisième et arrête ses études en seconde après s'être fait exclure du lycée. Il rejoint alors en 1979 les rangs de l'Armée française dans l'Établissement cinématographique et photographique des armées.
Il a été marié avec Sandrine Gallo avec qui il a eu une fille, Lucie, née en 1994.

### Carrière
D'abord ingénieur du son pendant un peu plus de 2 ans au sein de l'Établissement cinématographique et photographique des armées, Antoine de Maximy y fait ses premières armes dans le domaine de l'audiovisuel. Il participe notamment à la production d'un film sur les Casques bleus à Beyrouth pendant la guerre du Liban.
Il travaille ensuite pour CBS News comme ingénieur du son jusqu'en 1986. Il retourne à Beyrouth pendant la guerre du Liban et couvre aussi la guerre Iran-Irak avec le cameraman Patrick Denaud. Il y découvre son attrait pour l'aventure, le reportage de guerre, le voyage vers l'inconnu.
En parallèle de son activité professionnelle, il cherche à travailler sur des projets qui le captivent. En 1983, il est engagé par une équipe de la Guilde européenne du raid pour réaliser le film de leur expédition dans la Cordillère des Andes au Pérou et en Amazonie, pour deux épisodes de l'émission de documentaire les Carnets de l'aventure sur Antenne 2. Après cette expérience, il souhaite se diriger vers le journalisme scientifique et animalier, mêlant aventure, rencontres et culture.
Il réalise ensuite deux reportages pour l'émission Thalassa. Le premier, diffusé en 1987, est La route des cocotiers. Il montre la vie d'hommes et de femmes qui font le choix de tout quitter pour naviguer autour du monde. Dans Demain les nodules, diffusé quelques années plus tard, il expose une mission scientifique de l'IFREMER dans l'océan Pacifique, à bord du navire le Nadir, équipée du sous-marin le Nautile. Il apprend au fil des expéditions les métiers de cadreur, monteur et réalisateur.
Quand il n'est pas à la réalisation, il continue à travailler en tant qu'ingénieur du son et fait partie à ce titre de l'équipe de tournage du documentaire Le Peuple singe (1989) de Gérard Vienne.

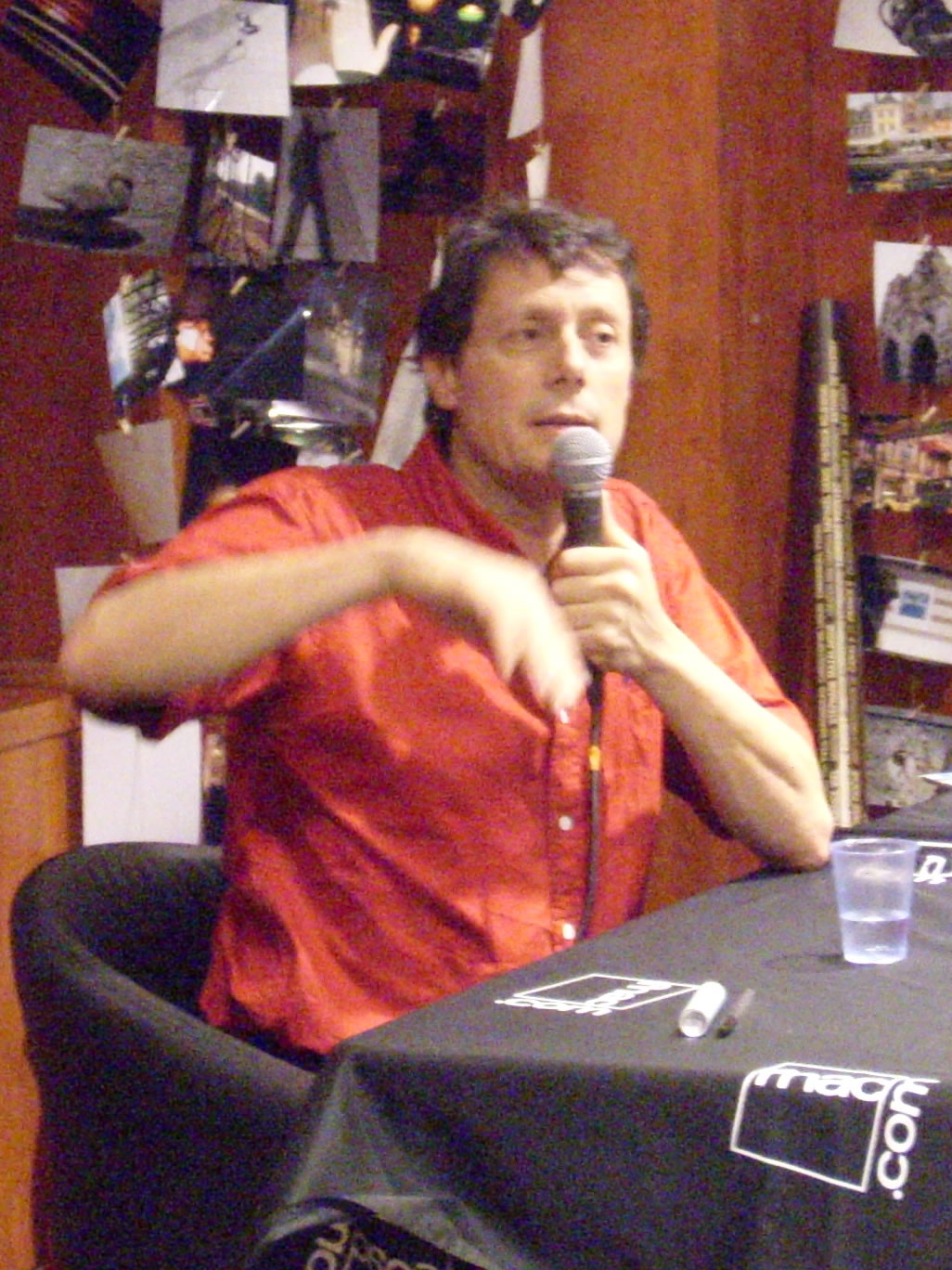
Antoine de Maximy lors d'une rencontre au forum de la Fnac d'Amiens en 2008.

En 1989, il réalise son premier documentaire de 52 minutes sur l'expédition scientifique le Radeau des cimes. Tout au long de sa carrière, il totalisera quatre participations avec cette expédition.
En 1994, en collaboration avec le réalisateur Jean-Yves Collet et l'aéronaute Dany Cleyet-Marrel, il participe à l'invention de la cinébulle, une montgolfière motorisée biplace de 1 400 ou 1 500 m3, spécialement conçue pour faire des prises de vue aériennes et adoptée par Nicolas Hulot[réf. nécessaire].
Il travaille par la suite à la réalisation de nombreux films scientifiques et animaliers, dont Le gaz mortel Du lac Nyos (1995), Inlandsis, dans le secret des glaces (1997), La Civilisation perdue du Rio La Venta (1998) ou Voyage d'automne, la migration des cigognes (1998).
Multipliant les métiers de l'audiovisuel, il souhaite passer devant la caméra pour devenir présentateur. C'est le producteur de télévision Jean-Louis Burgat qui lui offre cette opportunité en lui confiant la présentation de la série documentaire Zone sauvage en 1998.
Spécialiste des voyages à l'étranger (actualités internationales, films animaliers et expéditions scientifiques), Antoine de Maximy a réalisé ou présenté une trentaine d'émission et de documentaires, dont Les nouveaux mondes, Emmenez-moi, ainsi que Au-delà des dunes.

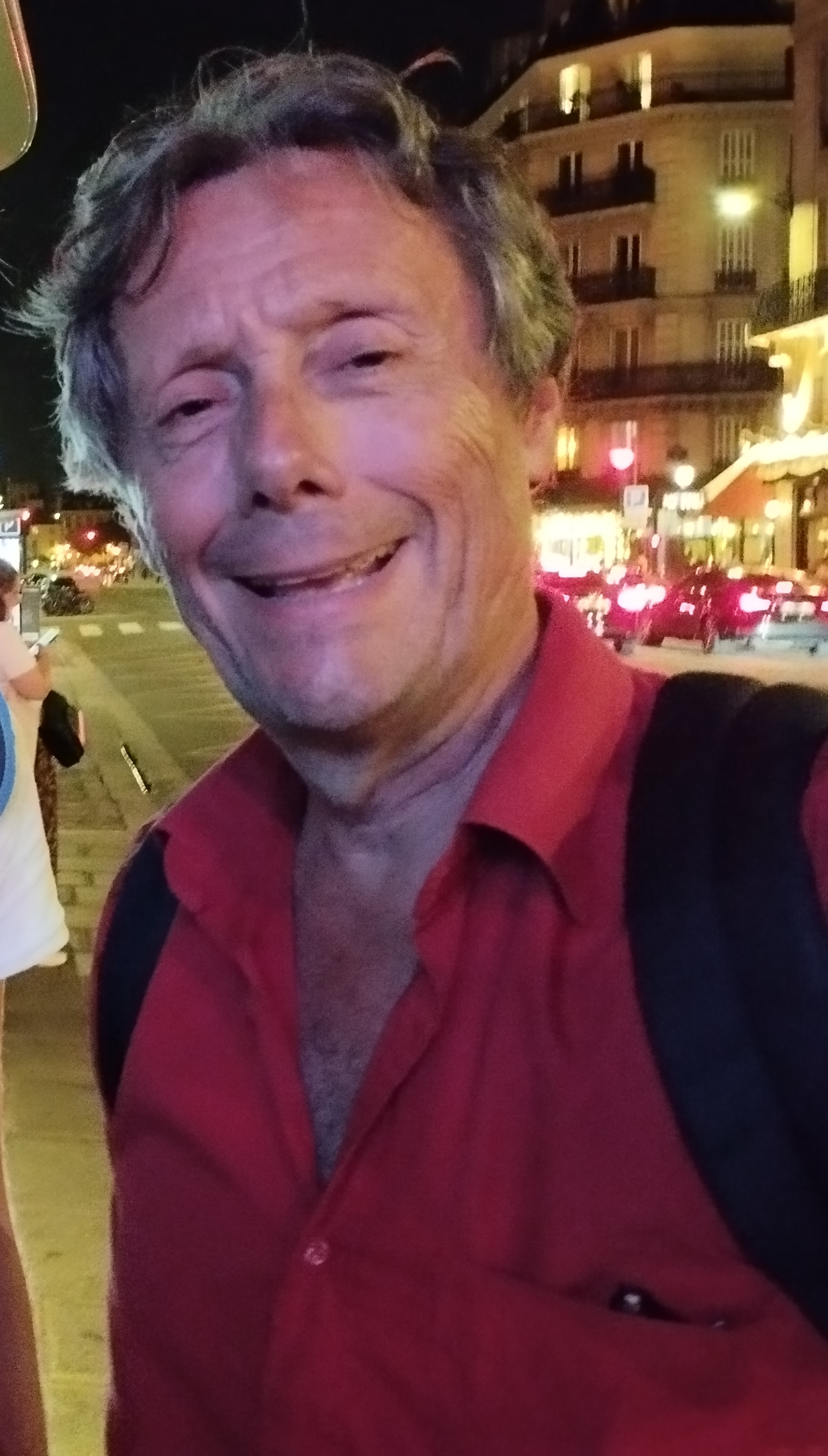
Antoine de Maximy en 2023.

C'est grâce à l'émission J'irai dormir chez vous qu'il rencontre un véritable succès populaire. Seul et équipé de trois caméras, il voyage dans un pays différent à chaque épisode et tente de faire connaissance avec les personnes qu'il croise sur sa route, son objectif étant de se faire inviter à dormir dans leur habitation. L'émission bat des records d'audience, atteignant jusqu'à 1,2 million de téléspectateurs. Antoine de Maximy acquiert alors une véritable notoriété.
Une version pour le cinéma voit le jour en 2008, intitulée J'irai dormir à Hollywood. Le road movie se déroule de New York à Los Angeles où Antoine essaiera cette fois de se faire inviter par des stars. Au total, le film réalise 215 408 entrées en France et est nommé aux César du cinéma 2009 dans la catégorie meilleur film documentaire.
Il aborde la fiction avec le film J'irai mourir dans les Carpates dans lequel il se met en scène sur un tournage de J'irai dormir chez vous qui ne se passe pas du tout comme prévu. Son long métrage sort au cinéma le 16 septembre 2020 et réalise près de 100 000 entrées en France.
En juillet 2023, il se produit au festival d'Avignon dans le spectacle seul en scène J'irai dormir sur scène.
Dans ce spectacle il nous raconte d'où il vient et surtout les aventures grâce auxquelles il a imaginé J'irai dormir chez vous. À partir du 27 décembre 2023, il monte sur la scène du Théâtre Grand Point Virgule pour plusieurs dates.

### Engagements
En 2012, à l'occasion de l'élection présidentielle française, il réalise une vidéo en faveur de l'espéranto : Si j'étais président.
Cependant, le 4 juillet 2019, il déclare sur France Inter : « Malheureusement l'espéranto ne sert pas vraiment ».

## Télévision

### En tant qu'animateur
- Zone sauvage (1998)
- Les nouveaux mondes (France 2, 1999)
- Emmenez-moi (France 2, 2000)
- Madagascar, l'odyssée des cimes (2002)
- J'irai dormir chez vous (à partir de 2005)
- J'irai dormir à Bollywood (2011)
- J'irai dormir chez l'homme qui brûle (2013)
- J'irai dormir chez les Gaulois (à partir de 2023)

### Autres productions
- 1982 : Rencontre avec Chomo (réalisateur, producteur)
- 1984 : Carnets de l'aventure (réalisateur, 2 épisodes, Antenne 2)
- 1987 : La route des cocotiers (réalisateur, reportage pour l'émission Thalassa)
- 1989 : Le Peuple singe de Gérard Vienne (ingénieur du son)
- 1992 : Alexandra David-Néel : du Sikkim au Tibet interdit, de Jeanne Mascolo de Filippis (réalisateur)
- 1995 : Le gaz mortel Du lac Nyos (réalisateur, Canal+)
- 1997 : Inlandsis, dans le secret des glaces (réalisateur, France 3)
- 1998 : La Civilisation perdue du Rio La Venta (réalisateur, France 2, France 3)
- 1998 : Voyage d'automne, la migration des cigognes (réalisateur, Canal+)
- 1999 : Neblina, montagnes des brumes de Henri Herré (réalisateur, France 2)
- 2003 : Nyiragongo, un volcan dans la ville (réalisateur)

### Acteur
- 2000 : Le signe du singe (épisode 2/3, « Singe de feu ») de Gérard Vienne : figuration

## Cinéma

### Réalisateur
- 2008 : J'irai dormir à Hollywood
- 2020 : J'irai mourir dans les Carpates

### Scénariste
- 2008 : J'irai dormir à Hollywood
- 2020 : J'irai mourir dans les Carpates

### Acteur
- 1991 : Août d'Henri Herré
- 2020 : J'irai mourir dans les Carpates : lui-même

## Spectacles
Du 7 au 29 juillet 2023, il se produit au festival d'Avignon dans le spectacle seul en scène J'irai dormir sur scène, à l'Archipel Théâtre (et certains jours au Rouge Gorge théâtre). Le journaliste y évoque l’émission qui l’a fait connaître sur France 5 (aujourd’hui diffusée sur RMC Découverte), ainsi que ses aventures passées (documentaires sur des expéditions scientifiques, films animaliers, reporter de guerre). « C’est un mélange de J’irai dormir chez vous, de connaissance du monde et un peu de seul en scène », résume-t-il.
Le 27 décembre 2023, il monte sur la scène du Théâtre Grand Point Virgule pour une date exceptionnelle. À la suite du succès de cette représentation, il se produit pour de nombreuses autres dates en 2024.

## Publications
- Avant d'aller dormir chez vous, éditions Florent Massot, 2008.
- J'irai dormir chez vous, Carnets d'un voyageur taquin, éditions La Martinière Styles, 2011.
- J'irai dormir chez vous : Tome 2, éditions La Martinière Styles, 2015.

## Distinction
- César 2009 : nomination au César du meilleur film documentaire pour J'irai dormir à Hollywood